# Subarna Thapa
Pour les articles homonymes, voir Thapa (homonymie).
Subarna Thapa (né en 1973 à Katmandou) est un acteur et cinéaste népalais qui vit en France depuis les années 1999. Diplômé d'art dramatique du Cours Florent à Paris, il a interprété différents rôles en France et au Népal, en se perfectionnant à la Comédie-Française mais aussi avec la Japan Foundation à Tokyo. Son premier court-métrage, Funérailles (Malami) est sorti en 2008 à Paris.
Il termine en 2011, Soongava - dance of the orchids, le premier film homosexuel de l'histoire de son pays en soixante ans de production cinématographique, avec un accueil quelquefois mitigé : « trop candide, trop édulcoré, trop relâché ».

## Filmographie
- 2008 : Funérailles (Malami, court métrage)
- 2011 : Soongava
- 2014 : Fils (court métrage)
- 2015 : Fanko
- 2016 : Bato Muniko Phool 2
- 2017 : Kokh (court métrage)